# SN 2003kj
SN 2003kj – supernowa typu II odkryta 15 listopada 2003 roku w galaktyce A011436-0023. W momencie odkrycia miała maksymalną jasność 22,30m.